# اچ‌ام‌اس هیدرا (۱۷۹۷)
اچ‌ام‌اس هیدرا (۱۷۹۷) (به انگلیسی: HMS Hydra (1797)) یک کشتی بود که طول آن ۱۴۸ فوت ۳ اینچ (۴۵٫۲ متر) بود. این کشتی در سال ۱۷۹۷ ساخته شد.